# Камера заднего вида

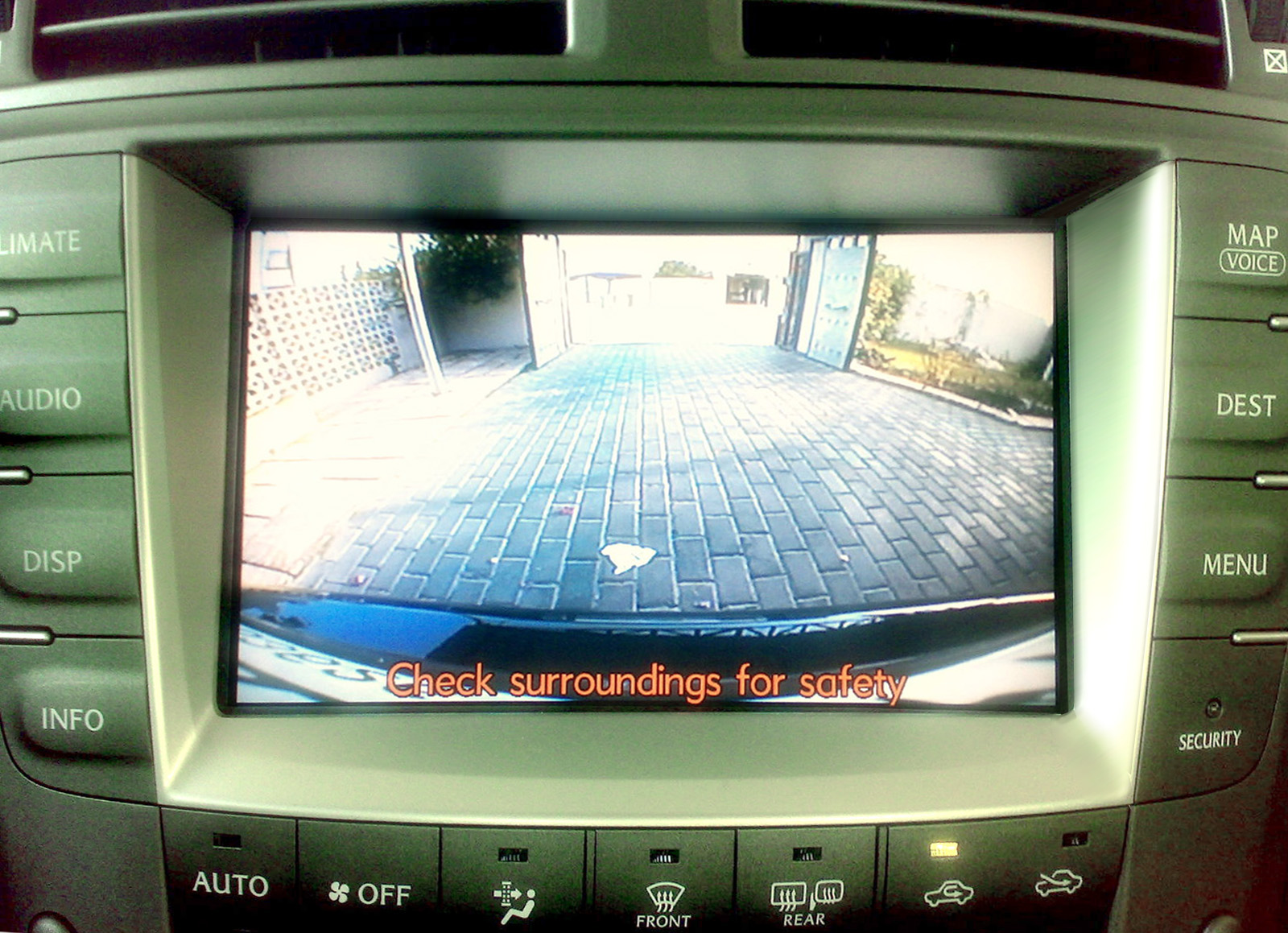
Монитор выводит изображение с камеры заднего вида Lexus IS 250

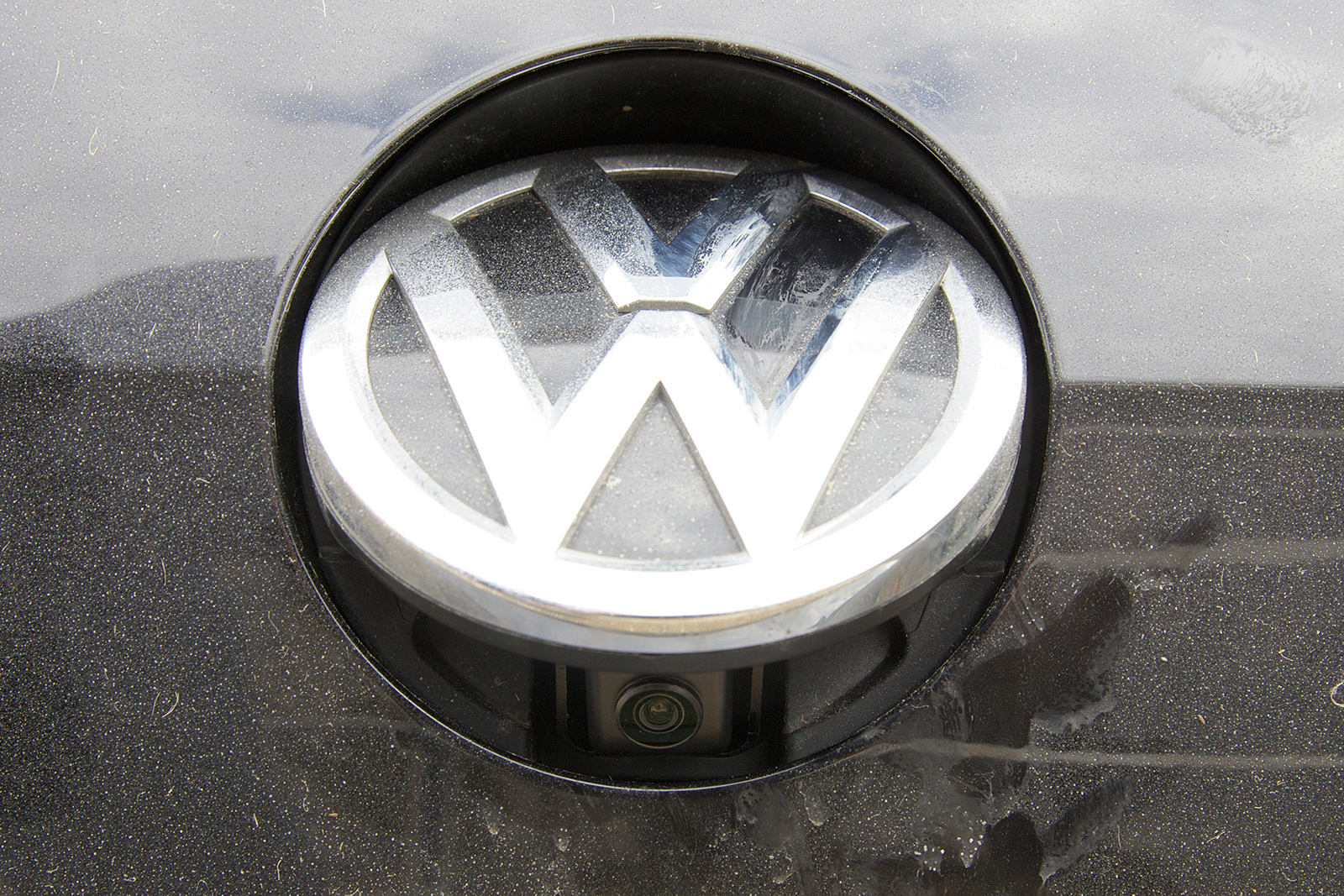
Камера заднего вида Volkswagen Golf Mk7 спрятанная внутри логотипа

Камера заднего вида — видеокамера соединённая с монитором, которая дополняет
или заменяет зеркало заднего вида.

## Евросоюз

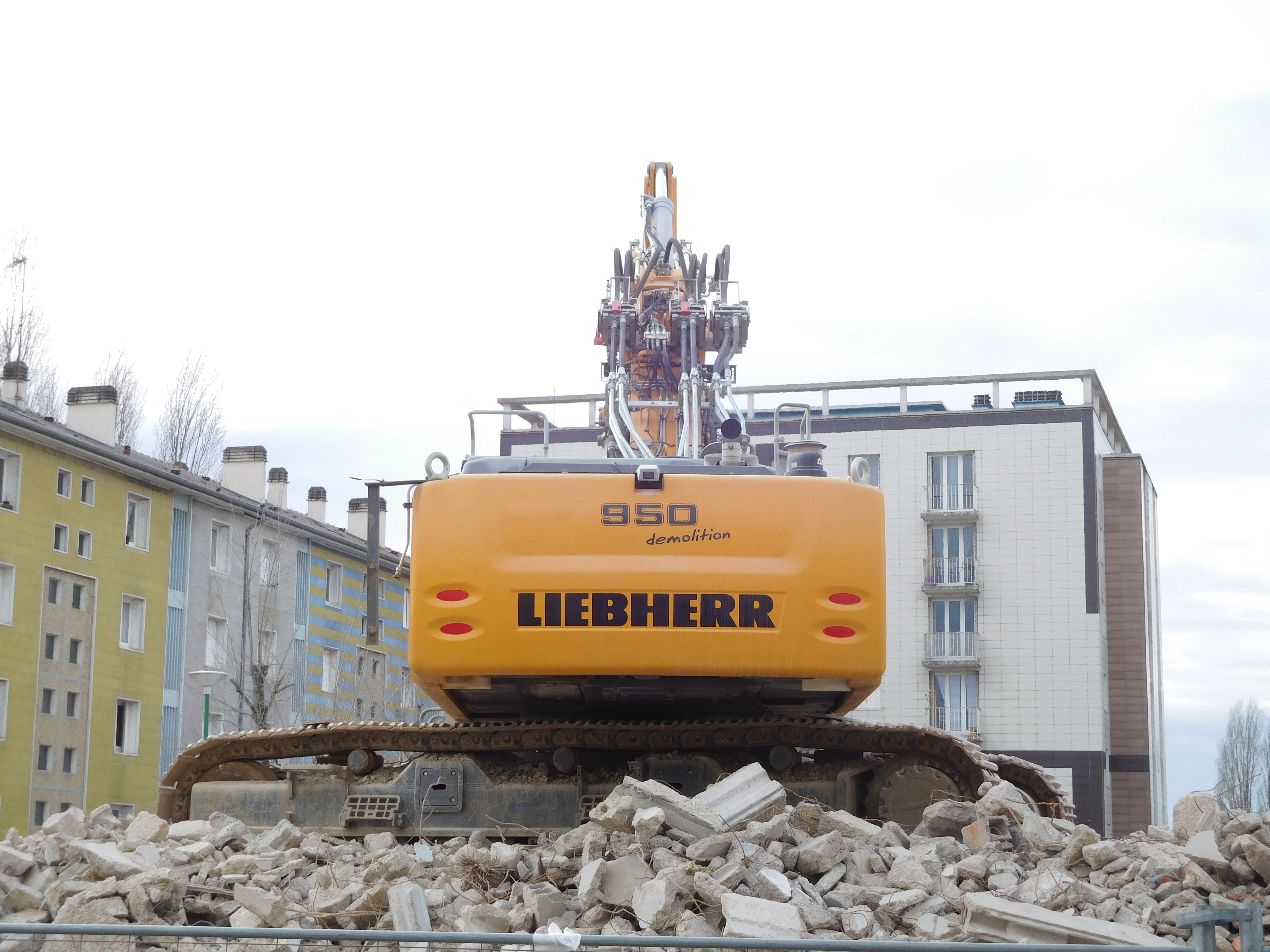
экскаватор с камерой заднего вида

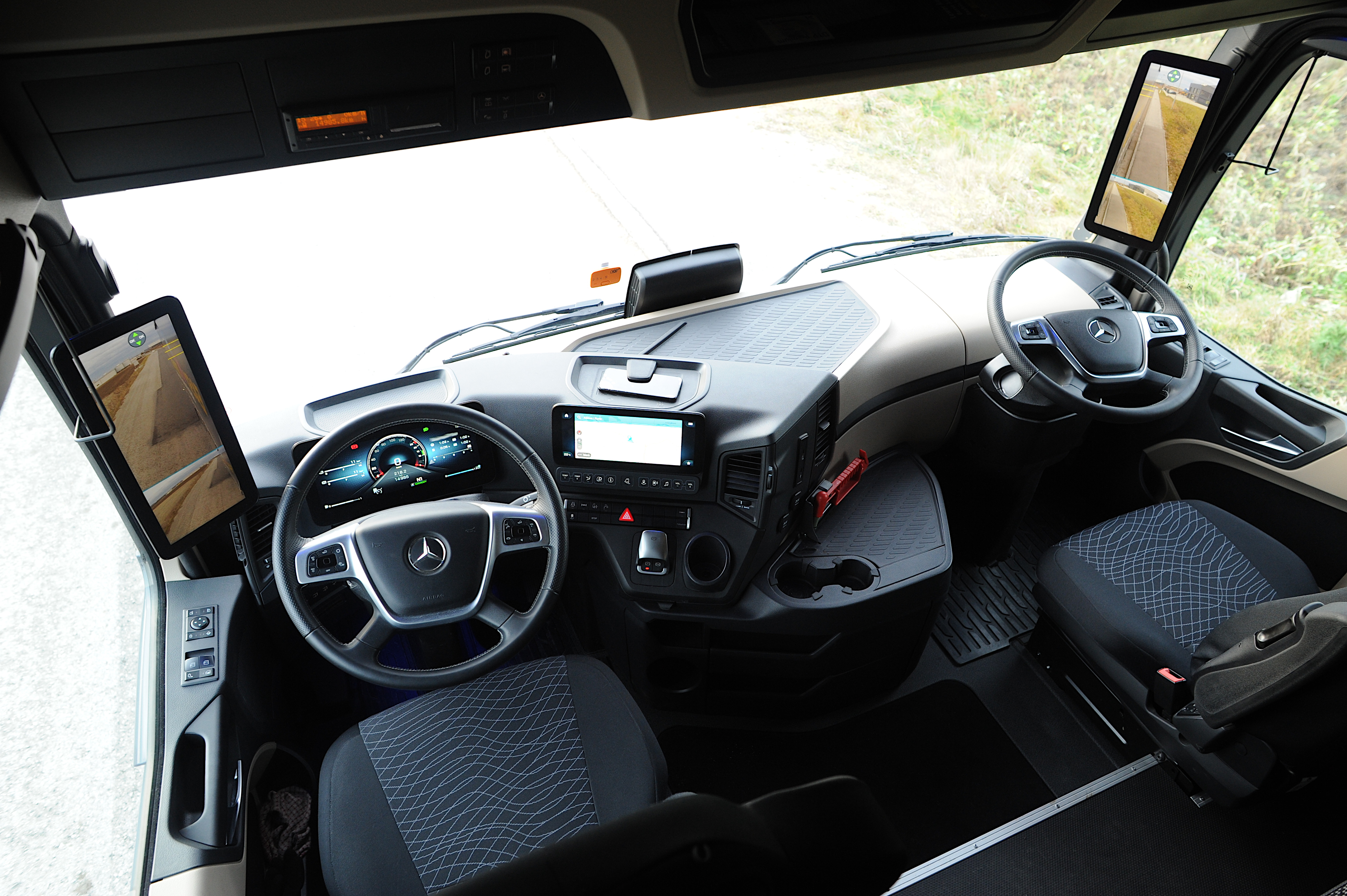
мониторы камер заднего вида на грузовике Мерседес, заменяющие боковые зеркала заднего вида (автомобиль для обучения вождению)

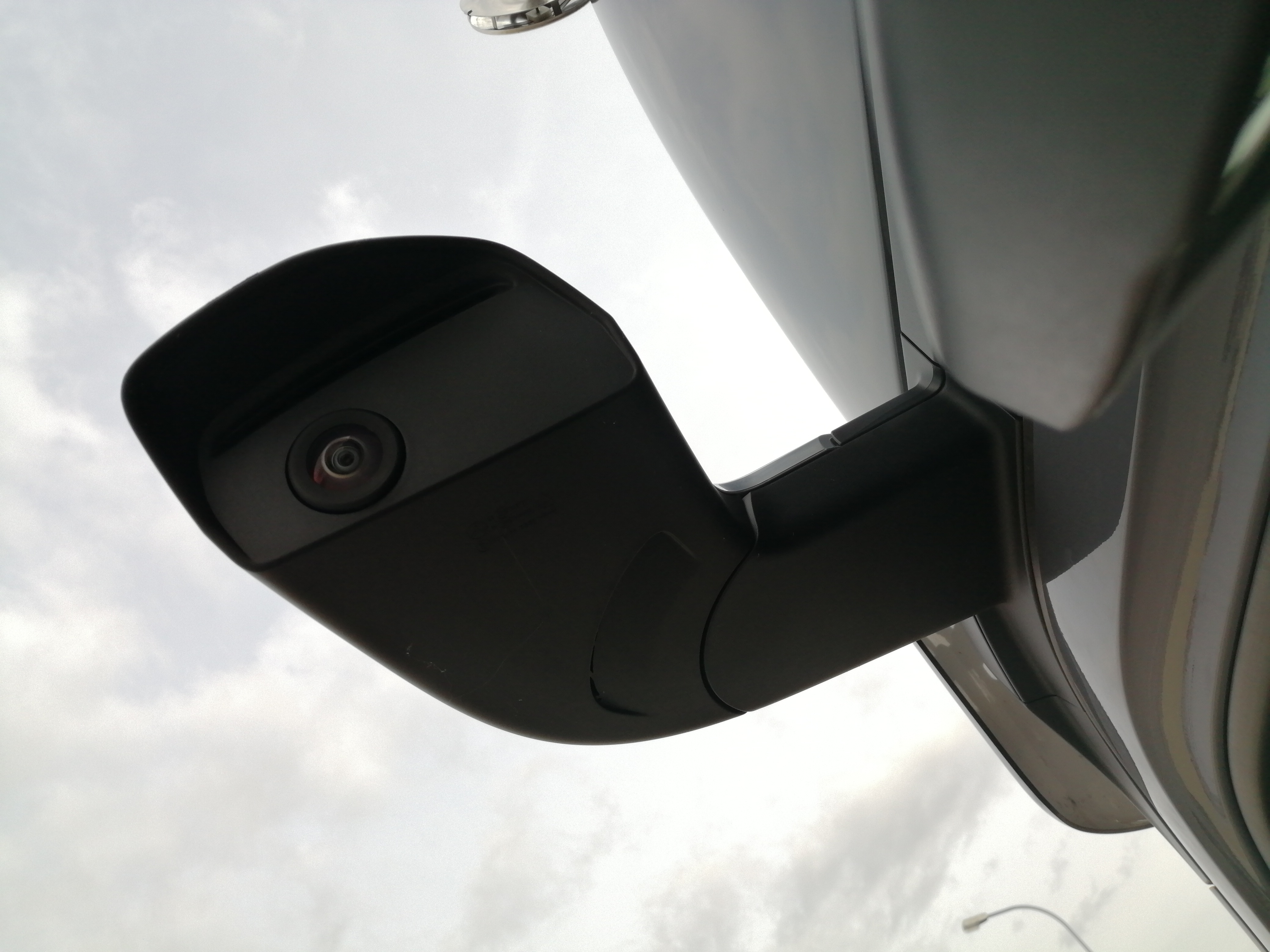
боковая камера заднего вида, заменяющая боковое зеркало заднего вида

Камеры заднего вида раньше использовались в основном в больших транспортных средствах, таких как: грузовики, туристические автобусы и коммерческие автомобили. В последнее время системы такого рода также используются в легковых автомобилях.
Система заднего хода обычно состоит из видеокамеры заднего вида, монитора (часто используются 7-дюймовые плоские экраны). Большинство систем работают от 12 до 24 вольт и производятся в Китае или Корее .
Видеосистемы заднего хода устраняют слепую зону позади автомобиля, снижают риск аварии при движении задним ходом. Изображение с камеры заднего вида передаётся на монитор водителя по кабелю или по радиоканалу, водитель видит, находится ли кто-то позади автомобиля или насколько близко находится препятствие, без помощи третьих лиц, помогает избежать порчи имущества и травм. Видеосистемы заднего хода используются в самых разных типах транспортных средств: дома на колёсах, легковые автомобили, автобусы, грузовики, сельскохоз техника и строительная техника, спасательная, пожарная и коммунальная техника, а также промышленные грузовики.
Для новых автомобилей с 7 июля 2024 года в Евросоюзе обязательны: камеры заднего вида, также обязательны: «чёрный ящик»,круиз-контроль, система предупреждения о сонливости и внимательности, камера заднего хода.

## США
С мая 2018 года камеры заднего вида требуют устанавливать на всех новых автомобилях, продаваемых в США.

## Функции

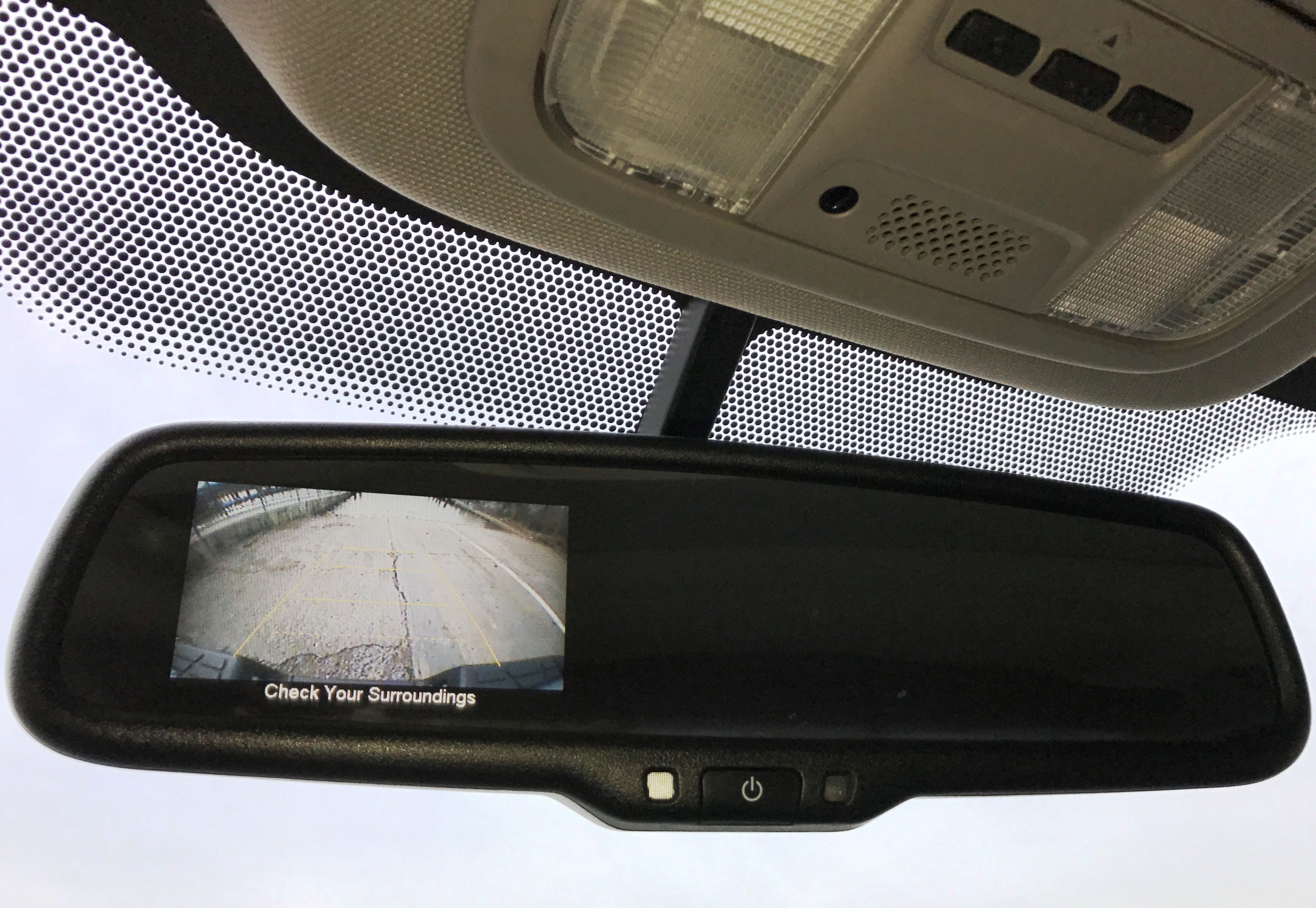
Honda Ridgeline 2005 года выпуска — монитор заднего вида в зеркале с указанием расстояния

Конструкция камеры заднего вида отличается от других камер тем, что изображение переворачивается по горизонтали, так что на выходе получается зеркальное изображение. Это необходимо, потому что камера и водитель смотрят в противоположные стороны, и без этого правая сторона камеры была бы слева от водителя, и наоборот. Зеркальное изображение соответствует зеркалу заднего вида. В камере заднего вида используют широкоугольный объектив или объектив типа «рыбий глаз». Камера обычно направлена под углом вниз, чтобы увидеть потенциальные препятствия на земле.
Камера использует экран на приборной панели, который также используются в системах GPS — навигации. Дисплей, как правило автоматически определяет включение заднего хода, показывает вид сзади на приборной панели, когда автомобиль движется задним ходом, и/или предоставляя ориентиры на сетке путем обнаружения маркировки парковки, чтобы помочь водителю при парковке.

## Вариации
Камеры заднего вида выпускаются в разных вариантах в зависимости от области применения.
Камеры заднего вида могут быть добавлены в качестве дополнения к автомобилям, которые не поставляются с установленными на заводе системами. Они доступны как в проводной, так и в беспроводной версии.
Для больших транспортных средств, таких как автодома, системы камер со встроенными сервомеханизмами позволяют водителю дистанционно поворачивать и наклонять камеру.
Камеры ночного видения используют инфракрасные фонари для движения задним ходом в темноте, когда для этой цели недостаточно яркости белых фонарей заднего хода автомобиля.
Портативные или полустационарные универсальные системы камер, также известные как видеорегистраторы обычно продаются для автомобилей, в которых не установлены автомобильные дисплеи. Видеорегистраторы состоят из небольшого переносного экрана, который можно прикрепить к приборной панели или зеркалу заднего вида, и провода для доступа к камерам, включая камеру заднего вида.
Некоторые камеры подключены к дисплеям на зеркале заднего вида и используются в транспортных средствах, как зеркало заднего вида.
Камеры устанавливают на рамку номерного знака.
Камеры стоп-сигналов представляют собой комбинированные устройства, которые содержат камеру, но при этом светятся как стоп-сигналы. В некоторых камерах заднего вида используется комбинация светодиодов, окружающих объектив камеры, для освещения окружающей среды во время использования.

## История

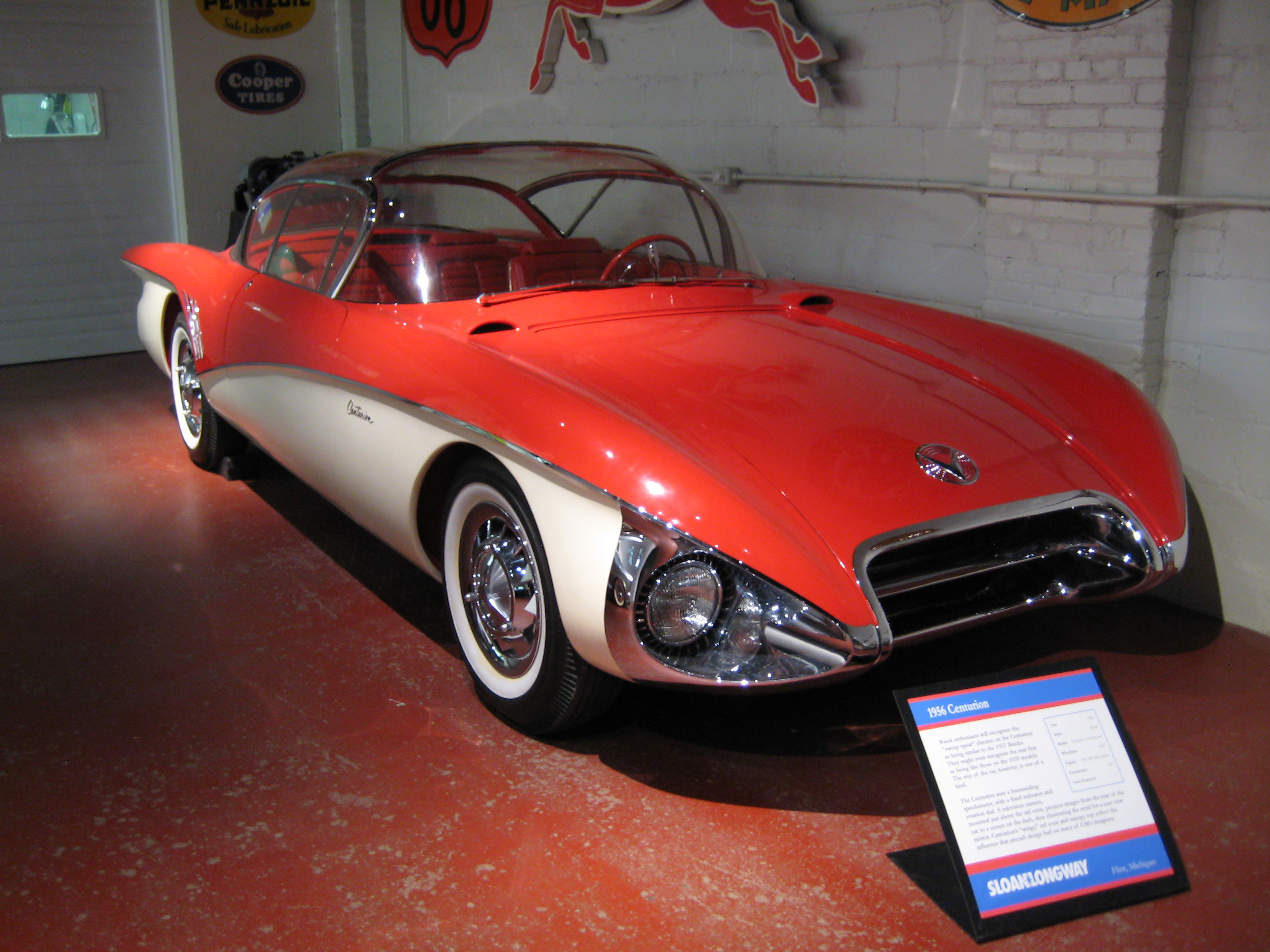
концепт-кар «Buick Centurion» 1956 года, вид спереди

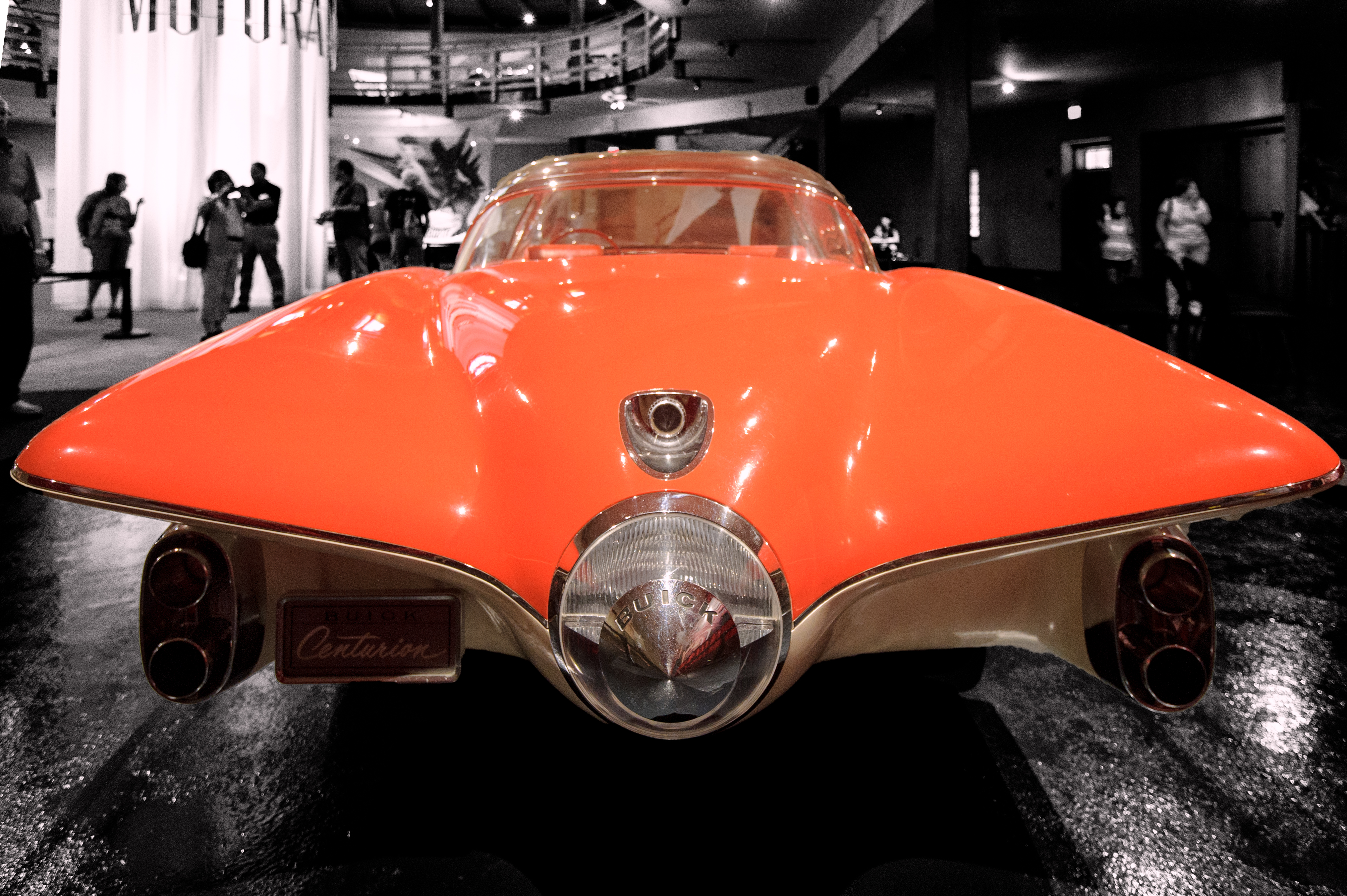
концепт-кар «Buick Centurion» сзади, видна камера заднего вида в багажнике

Первая камера заднего вида использовалась в концепт-каре «Buick Centurion», была представленна в январе 1956 года на выставке «General Motors Motorama». В автомобиле была установлена задняя телекамера, которая передавала изображение на экран телевизора на приборной панели вместо зеркала заднего вида.

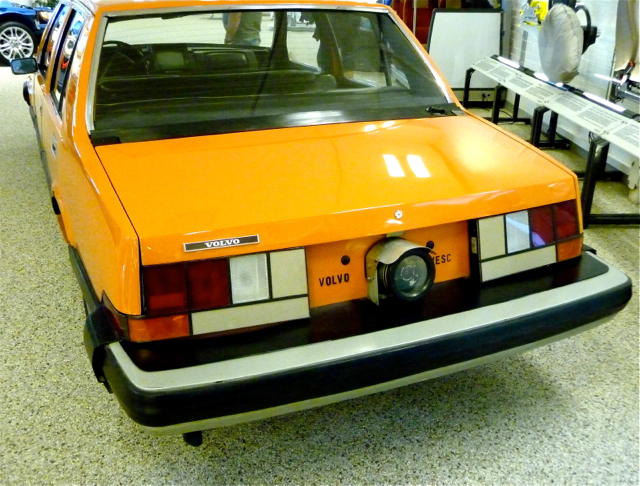
Вольво VESC 1972 года выпуска с камерой заднего вида

В 1972 году в автомобиль «Volvo Experimental Safety Car» (VESC) 1972 года была установлена камера заднего вида. Однако в следующую модель «Volvo 240» камера не попала.

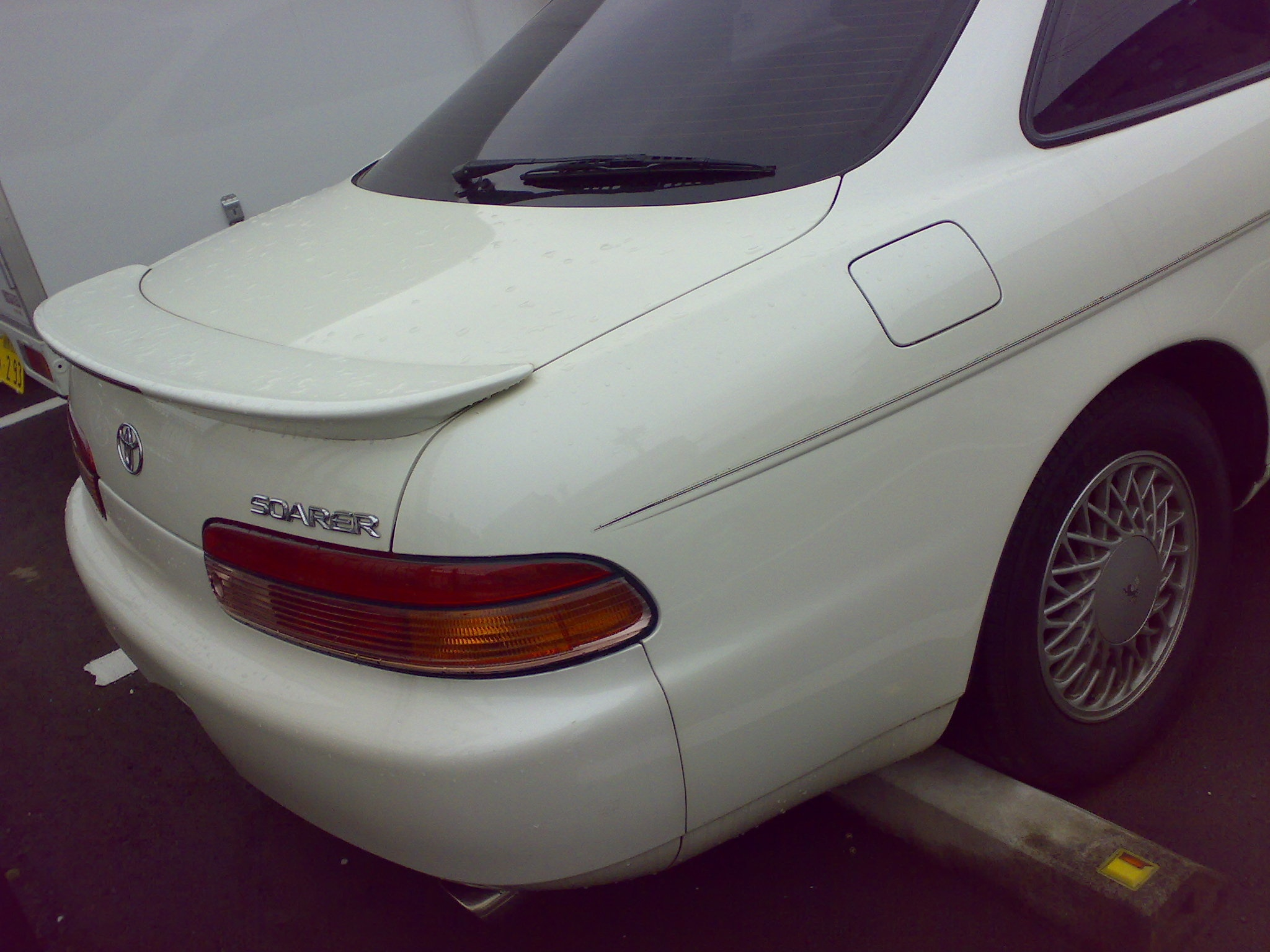
«Toyota Soarer» 1991 года выпуска, первый серийный автомобиль с камерой заднего вида в спойлере

Первым серийным автомобилем с камерой заднего вида была «Toyota Soarer Limited» 1991 года (UZZ31 и UZZ32), которая была доступна только в Японии, для вывода изображения использовался цветной экран EMV с ПЗС-камерой, установленной на заднем спойлере. Система с камерой заднего вида была снята с производства в 1997 году.
В апреле 2000 года подразделение Nissan Infiniti представило монитор заднего вида на флагманском седане Infiniti Q45 2002 года на Международном автосалоне в Нью-Йорке в 2000 году. Используя цветные направляющие линии на экране в качестве параметра расстояния для парковки, монитор заднего вида работал от камеры, установленной на номерном знаке в багажнике, которая передавала зеркальное изображение на 7-дюймовый ЖК-экран в приборной панели. «Nissan Primera» 2002 года представила систему камер заднего вида с монитором на территориях за пределами Японии и Северной Америки.

## Камеры кругового обзора

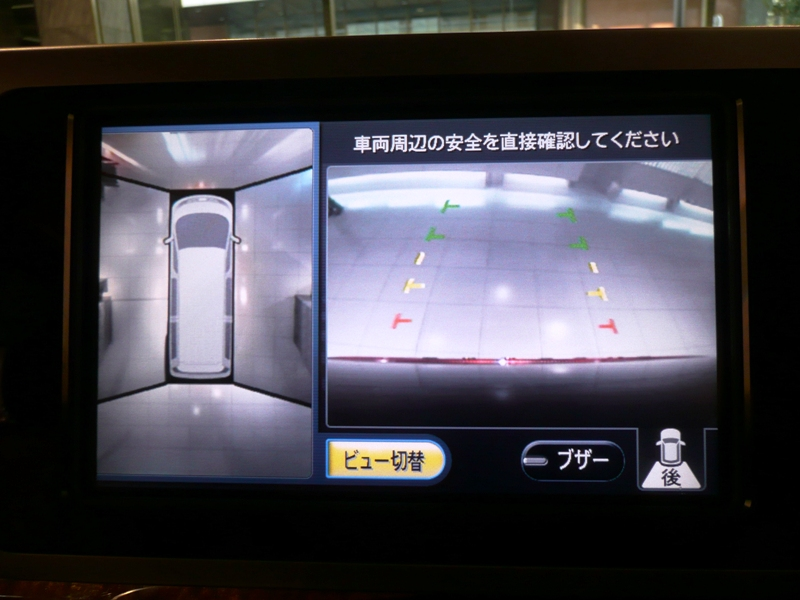
Монитор кругового обзора на «Nissan Elgrand» 1997 года выпуска

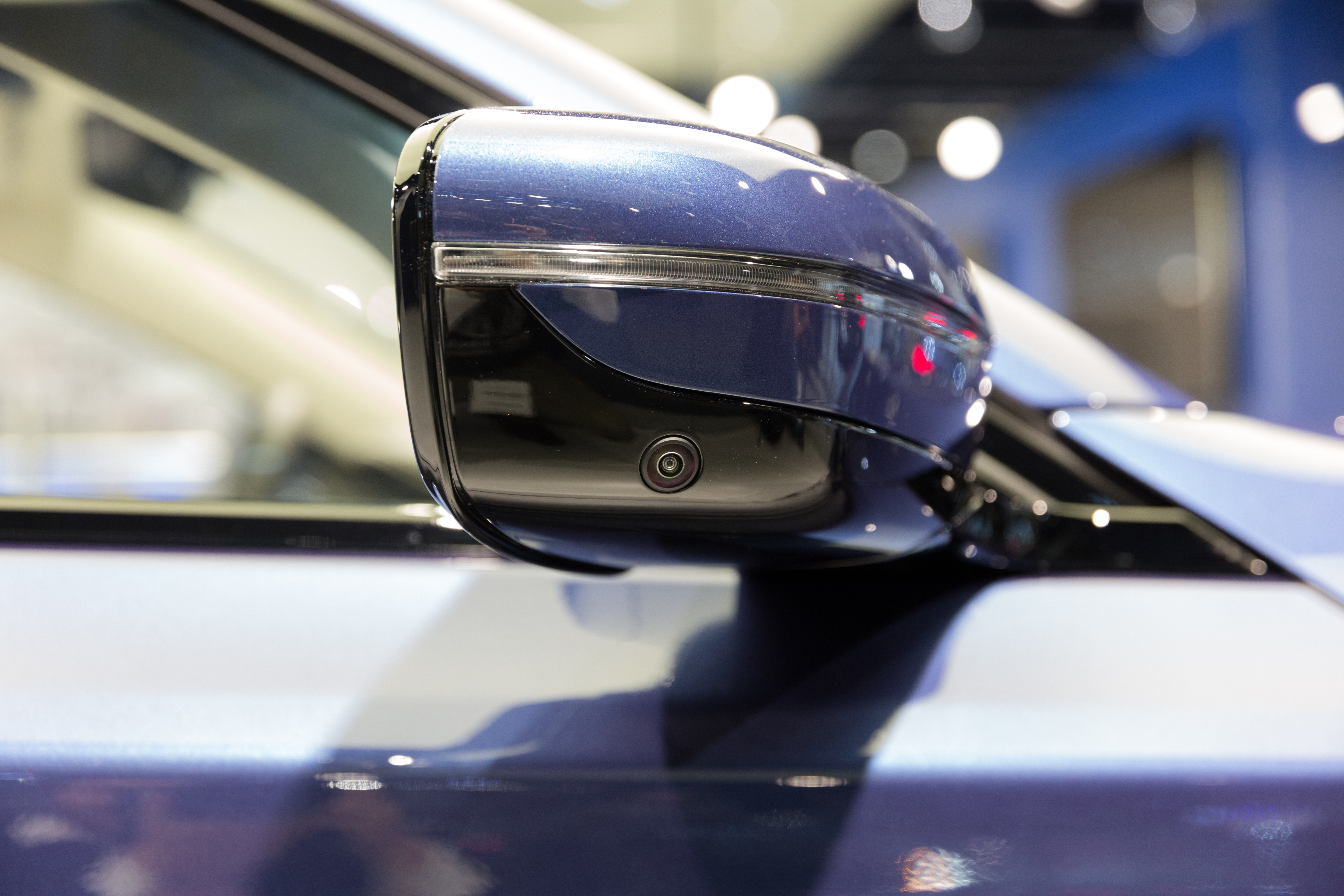
камера заднего вида в боковом зеркале для кругового обзора

Infiniti представила первые камеры кругового обзора, сделав эту систему доступной на модели EX35 2008 года и продвигая её как монитор кругового обзора. В системе использовались четыре камеры, расположенные спереди, сзади и по бокам автомобиля, которые передавали изображения в блок обработки изображений для анализа, сборки и синтеза входных данных вместе для создания синтетического, но позиционно точного вида автомобиля и его окружения сверху вниз. В большинстве современных систем изображения настолько детализированы, что трудно поверить, что они были сделаны не сверху транспортного средства.
BMW представила свою конкурирующую систему под названием Surround View в 2009 году на F10 5-й серии . Другие производители автомобилей с тех пор предложили аналогичные системы, например, камера с высоты птичьего полета (Toyota) или Surround Vision (Chevrolet). В совокупности JD Power называет такие системы камерами объемного обзора.

## Боковое зеркало
Lexus ES, впервые появившийся в октябре 2018 года на японском рынке, может быть оснащен камерами в качестве боковых зеркал . Эта функция также предлагается в качестве опции для Audi Q8 e-tron и Hyundai Ioniq 5.
Беспроводная камера заднего вида не требует использования кабелей между самой камерой и дисплеем. Работает дистанционно. Беспроводные камеры заднего вида обычно имеют отдельные источники питания от дисплея. Камеры обычно питаются от того же источника питания, что и тормоз, и поэтому включаются автоматически при включении задней передачи. Большинство этих резервных камер оснащены передатчиком рядом с камерой и приемником рядом с дисплеем для передачи сигналов и изображений в реальном времени. Некоторые модели, такие как камера заднего вида Pearl RearVision производства Pearl Automation, использовали солнечную энергию для питания. Дисплей для этих типов камер заднего вида может питаться от 12-вольтовой розетки.на приборной панели автомобиля. Некоторые из дисплеев также встроены в зеркало заднего вида, что придает ему многоцелевую функцию. Некоторые модели напрямую синхронизируются с мобильным телефоном с помощью приложения, которое затем действует как дисплей. Основным преимуществом этого типа камеры заднего вида является то, что она очень проста в установке и редко требует профессиональной установки. Установка этих камер также не портит внешний вид автомобиля, поскольку требуется минимальное сверление или прокладка проводов. Однако некоторые беспроводные камеры довольно дороги.

## Мониторы слепых зон и другие технологии

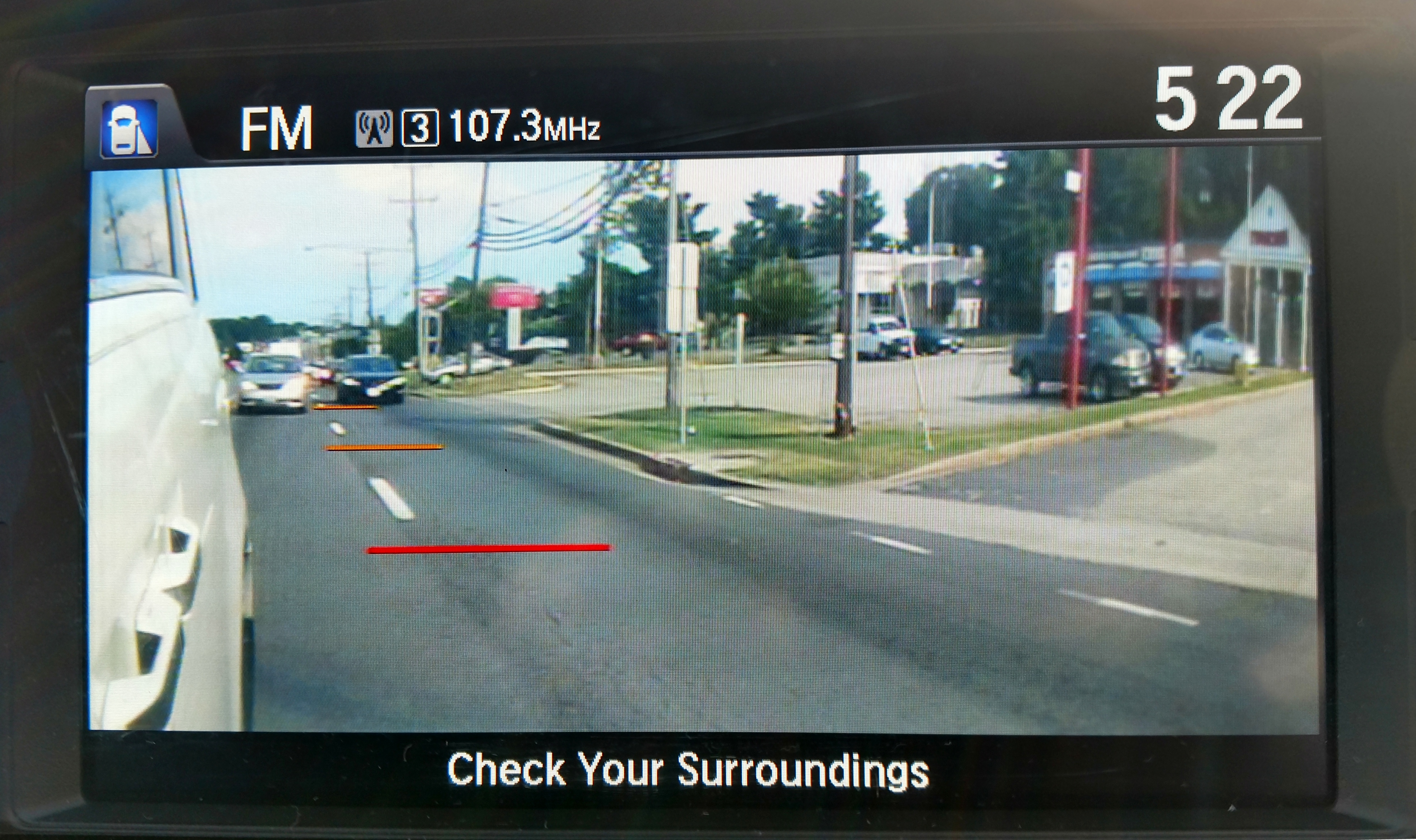
монитор «Honda Odyssey LaneWatch» обеспечивает поле обзора 80°, которое совмещается на навигационном экране с направляющими, помогающими водителю оценить расстояние до заднего бампера автомобиля.

Мониторы слепых зон — это вариант, который может включать в себя больше, чем наблюдение за боковыми сторонами автомобиля. Он может включать «Предупреждение о перекрестном движении», которое предупреждает водителей, выезжающих с парковочного места задним ходом, когда что-то приближается со стороны.

## Законы
31 марта 2014 года Национальное управление безопасности дорожного движения США объявило, что оно потребует, чтобы все автомобили, продаваемые в Соединённых Штатах, произведенные начиная с мая 2018 года, были оснащены камерами заднего вида. 31 октября 2016 г. Министерство транспорта Канады издало аналогичный закон.